# Andrena taraxaci
Andrena taraxaci is een vliesvleugelig insect uit de familie Andrenidae. De wetenschappelijke naam van de soort is voor het eerst geldig gepubliceerd in 1861 door Giraud.